# Батенко, Пётр Михайлович
Пётр Михайлович Батенко (1904 — 18 июля 1938) — стратонавт, магнитолог.

## Биография
Родился в Саратовской области, окончил медицинский факультет Саратовского университета.
Военный врач 2-го ранга, офтальмолог. Изучал влияние высотных полётов на зрение пилотов.
Вместе с Я. Г. Украинским, С. К. Кучумовым и Д. Е. Столбуном входил в экипаж стратостата ВВА-1. Стратостат взлетел в Звенигороде. На большой высоте отказало кислородное оборудование, а индивидуальное кислородное оборудование не справилось с поддержанием жизнеобеспечения. Экипаж стратостата погиб 18 июля 1938 от удушья. Стратостат приземлился в Сталино (теперь Донецк), попал на линию электропередачи — шар стратостата взорвался, так как он был заполнен водородом. Экипаж стратостата был похоронен в Сталино.

## Память
В 1953 году на могиле экипажа был установлен памятник стратонавтам. Именем Батенко названа улица в Донецке.